# Cio (città antica)
Cio o Kios (in greco antico: Kίος o Kείος?, Kìos o Kèios, in latino Cius), nota anche come Prusias o Prusias al Mare (in greco antico: Προυσιάς ἐπιθαλασσίη/πρὸς θάλασσαν?), fu un'antica città greca dell'Asia Minore, al confine col mar di Marmara, in Bitinia.

## Storia

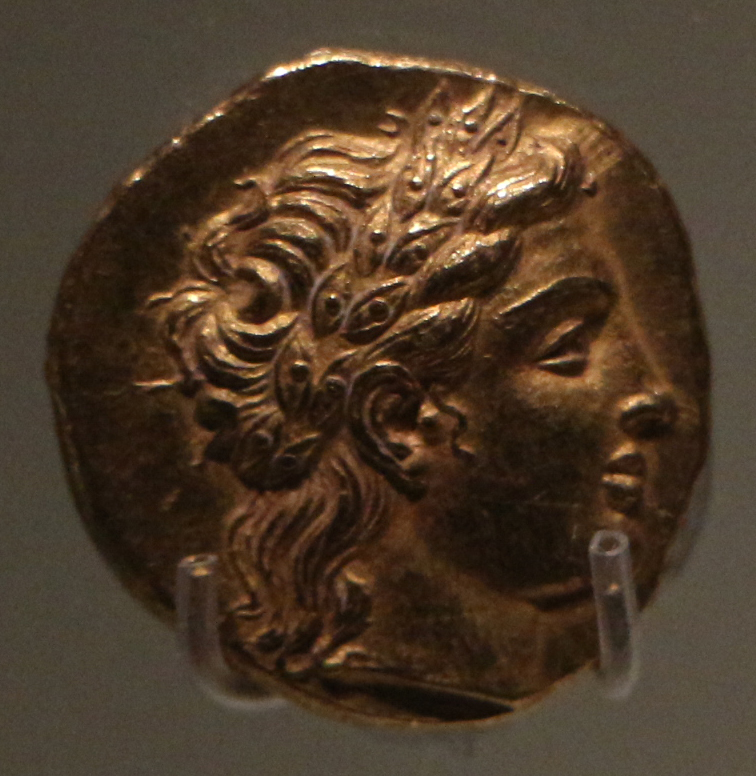
Moneta di Cio

Cio ebbe una lunga storia e venne citata da Omero, Aristotele e Strabone. Venne colonizzata dai Milesi, divenendo un importante centro di commercio. Fu presa nel 499 a.C. dal generale persiano Imae. Nel IV secolo a.C. la città di Cio era democratica e fu scelta da Alessandro magno tra le quattro città di cui una sarebbe stata destinata al governo del generale ateniese Focione. Si unì alla lega etolica e venne distrutta da Filippo V di Macedonia durante la guerra di Creta. Venne in seguito ricostruita da Prusia I, che gli diede il suo nome. Fu un'importante tappa lungo l'antica via della seta, divenendo nota per la sua ricchezza.
In seguito allo scambio di popolazioni tra Grecia e Turchia del 1923, i rifugiati greci provenienti da Cio si stabilirono presso il villaggio di Nea Kios, in Argolide. Rimangono pochi resti dell'antica città e del suo porto. Più ad occidente si trova l'attuale città di Gemlik, provincia di Bursa, Turchia.

## Governatori
- Ariobarzane I di Cio - (? - ?)
- Mitridate I di Cio - (? - ?)
- Ariobarzane II di Cio - (363-337 a.C.)
- Mitridate II di Cio - (337-302 a.C.)
- Mitridate I del Ponto - (301 a.C. - ?) poi re del Ponto